# لیک براین، تگزاس
لیک براین (به انگلیسی: Lake Bryan) یک منطقهٔ مسکونی در ایالات متحده آمریکا است که در تگزاس واقع شده‌است. لیک براین ۲۶٫۴ کیلومتر مربع مساحت و ۱٬۷۲۸ نفر جمعیت دارد و ۱۰۶٫۶۸ متر بالاتر از سطح دریا واقع شده‌است.